# 磯部式水上飛行機
磯部式水上飛行機（いそべしきすいじょうひこうき）は、大日本帝国海軍の磯部鈇吉（おのきち）機関少佐が製作した水上機。滑空機の磯部式1号水上飛行機と動力機の磯部式2号水上飛行機の2機が存在した。

## 概要

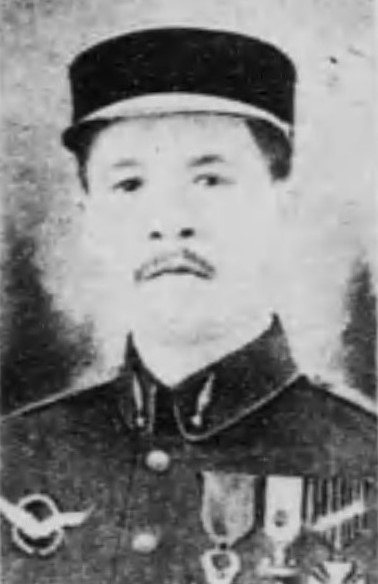
磯部鈇吉

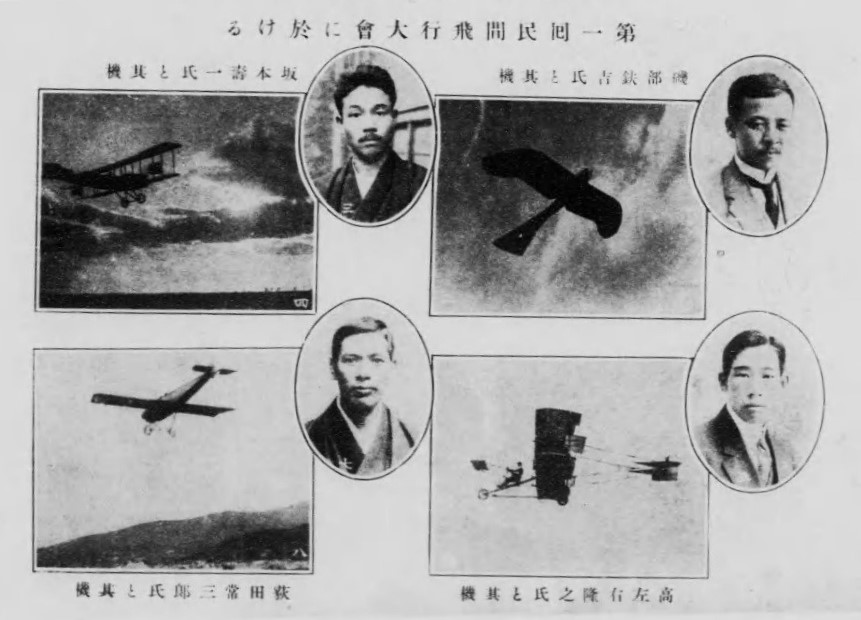
大正3年(1914)6月13、14日阪神鳴尾競馬場で開催された帝国飛行協会主催の初の民間飛行大会に参加した磯部（右上）

1908年（明治41年）から独自に飛行機の研究を開始した磯部少佐は、1910年（明治43年）に磯部式飛行機の特許を受け、翌1911年（明治44年）に第一線である駆逐艦「雷」の機関長から除籍間近の通報艦「姉川」機関長に転じ、呉鎮守府にて竹製骨組の水上滑空機である磯部式1号を製作した。しかし、完成した磯部式1号は水雷艇の曳航による発航を行おうとしたものの、設計に不備があり飛行することはできなかった。
この後、磯部少佐は防護巡洋艦「音羽」の分隊長に任ぜられて呉から横須賀鎮守府に転属となり、横須賀で動力つきの磯部式2号機の製作に着手した。磯部式2号はアンリ・ファルマン機に近い設計の水上複葉機で、空気袋式の単フロートを有していた。機体は完成したが、1912年（明治45年）6月、白浜海岸で水上滑走中に転覆する事故を起こし、飛行には至らずに終わった。
その後、磯部少佐は海軍を退役し、帝国飛行協会や日本グライダー協会の創立に関わったほか、第一次世界大戦時にはパイロットとしてフランス空軍に従軍した。

## 諸元（磯部式2号）
- 全長：8.30 m
- 全幅：8.00 m
- 全高：2.70 m
- 自重：410 kg
- エンジン：アンザニ 扇型（英語版） 空冷W型3気筒（25 hp） × 1
- 乗員：1名